# Vijaya
Vijaya är en sjö i Antarktis. Den ligger i Östantarktis. Norge gör anspråk på området. Vijaya ligger 132 meter över havet. Den ligger vid sjöarna  Jaya Lakshmi och Matangi.
I övrigt finns följande vid Vijaya:
- Jaya (en sjö)
- Matangi (en sjö)